# أراد (شركة)
أرادَ هي شركة تطوير عقاري يقع مقرها في الشارقة في الإمارات العربية المتحدة .

## التاريخ
أرادَ هي شركة تطوير عقاري مملوكة للقطاع الخاص ، مقرها في الإمارات العربية المتحدة ، مع التركيز المبدئي على إمارة الشارقة. تأسست الشركة في ديسمبر 2016 من قبل الشيخ سلطان بن أحمد القاسمي ، رئيس مجلس إدارة مجموعة بسمة ، والأمير خالد بن الوليد بن طلال آل سعود ، رئيس مجلس إدارة KBW للاستثمارات.

## المشاريع

### نسمة ريزيدنس
تم إطلاق مساكن نسمة في مارس 2017 ، وهو مشروع سكني في ضاحية الطي في الشارقة. من المقرر أن يكتمل المشروع بنهاية عام 2019. تمتد مساكن نَسمَة على مساحة 5 ملايين قدم مربع، وقد تم تصميمها بعناية بحيث تمثّل مجتمعاً مستداماً ومتكاملاً يلائم كافة متطلّبات الحياة العصرية. ويضم المجتمع بين جنباته باقة من المرافق الاستثنائية التي تشمل:
- متنزهاً رحباً على مساحة 13 فدان في شمال المشروع
- ومدرسة
- ومركز نَسمَة، مركز التسوّق، في الركن الشمالي الشرقي
- ومركزاً آخر للتسوّق في الركن الجنوبي الشرقي
- ومسجداً في الجنوب الغربي

ويتميّز المشروع باتصاله بشارعين رئيسيين، ألا وهما طريق الإمارات وطريق مليحة.

### الجادة
تم إطلاق مشروع الجادة في سبتمبر 2017 ، وهو مشروع كبير متعدد الاستخدامات يمتد على مساحة 24 مليون قدم مربع في ضاحية مويلح في الشارقة.
يشتمل المخطط الرئيسي للجادة على المساكن ومجمع الأعمال والمحلات التجارية والفنادق والمدارس بالإضافة إلى مجمع ترفيهي ، والذي تم تصميمه من قبل شركة زها حديد للمهندسين المعماريين .
بدأت أعمال البناء في الجادة في الربع الأول من عام 2018 ، ومن المقرر الانتهاء من المشروع بأكمله في عام 2025.
في أبريل 2018 ، وقعت شركة أرادَ عقداً مع مجموعة إعمار العقارية لافتتاح ثلاثة فنادق في الجادة.

### منتجع أنانتارا الشارقة
في ديسمبر 2017 ، أعلنت أرادَ أنها ستفتتح أول فندق يحمل علامة أنانتارا في الشارقة بالتعاون مع مجموعة بسمة. سيضم منتجع أنانتارا الشارقة 233 غرفة.

## روابط خارجية
- الموقع الرسمي